# C-lebrity
Pour l’article ayant un titre homophone, voir Celebrity.
Singles de Queen + Paul Rodgers
Say It's Not True
(2007)
Pistes de The Cosmos Rocks
Some Things That Glitter Through the Night
C-lebrity est le deuxième single extrait du premier album studio de la formation Queen + Paul Rodgers, The Cosmos Rocks. Sortie en septembre 2008, la chanson avait déjà été interprétée en public dans une émission britannique au mois d'avril 2008 sur la chaîne ITV. La vidéo de cet enregistrement public figure d'ailleurs sur la version CD du single.
Le 4 août 2008, la piste a été passée pour la première fois sur une émission de radio du BBC Radio 2 nommé Ken Bruce. La chanson a atteint le numéro 1 dans le classement rock britannique.
La chanson a été publiée comme contenu téléchargeable dans le cadre d'un pack de titres pour le jeu Guitar Hero: World Tour le 26 mars, 2009. Brian May joue de la guitare basse sur la piste.

## Autour de la chanson
C-lebrity traite avec humour des personnes qui veulent devenir célèbres, de la télé réalité produisant à foison des stars éphémères dont le seul but est de passer à la télévision, qu'importe le talent qu'ils ont ou non.
Sur la chanson, Brian May joue de la basse et Taylor Hawkins, batteur des Foo Fighters, participe aux chœurs.

## Classements hebdomadaires
| Classement (2008)              | Meilleure position |
| ------------------------------ | ------------------ |
| Allemagne (GfK Entertainment)  | 67                 |
| France (SNEP)                  | 96                 |
| Pays-Bas (Single Top 100)      | 50                 |
| Royaume-Uni (UK Singles Chart) | 33                 |
| Royaume-Uni (UK Rock Chart)    | 1                  |